# Seastones
Seastones è un album discografico a nome di Ned Lagin e Phil Lesh, pubblicato dall'etichetta discografica Round Records nell'aprile 1975.
Album essenzialmente sperimentale di musica elettronica e d'avanguardia, fu registrato (in quadrifonia stereo) nel corso di quattro anni (1970-1974) in vari studi di registrazioni, alcuni pezzi, indicati come cantati, in realtà molte parti vocali si percepiscono sussurrati o filtrati da effetti elettronici, come sovente in uso per questo tipo di musica.
L'album, oltre a Lagin e Lesh, vanta la collaborazione di alcuni componenti dei Grateful Dead, Jefferson Airplane e CSN&Y.
Nel 1990 la Rykodisc Records, pubblicò il disco su CD, mentre nel 2018 fu pubblicato un doppio CD rimasterizzato contenente 83 tracce (con oltre un'ora e mezza di suono).

## Tracce

### LP
Tutti i brani sono stati scritti e composti da Ned Lagin.
Lato A
1. I – 3:30
2. II (brano cantato) – 4:02
3. III A – 4:38
4. III B – 5:36
5. IV A (brano cantato) – 0:18
6. IV B (brano cantato) – 2:08
7. V A – 0:38

Lato B
1. V B – 4:40
2. VI (brano cantato) – 5:36
3. VII – 13:34

## Musicisti
- Ned Lagin - piano, percussioni, computers (interdata 7/16 computer with high speed arithmetic logic unit, programmable bioelectronic I/o microprocessor intel 8080), sintetizzatori (emu modular, arp 2500, arp odyssey, electro-comp, buchla modular), tastiere
- Phil Lesh - basso elettrico
- Jerry Garcia - chitarra elettrica, voce
- David Crosby - voce, chitarra elettrica a 12 corde alembic
- Grace Slick - voce
- David Freiberg - voce
- Mickey Hart - gongs
- Spencer Dryden - piatti

Note aggiuntive
- Ned Lagin - produttore
- Registrazioni effettuate al: Mickey Hart's Rolling Thunder, Bob Weir's Studio, Massachusetts Institute of Technology, Brandeis University
- Betty Cantor, Bob Matthews e Bill Wolf - ingegneri delle registrazioni
- Mixaggio effettuato al His Master's Wheels di San Francisco, California
- Mastering effettuato al Artisan Sound Recorders di Hollywood, California
- Ned Lagin e Scott Wedge - computer interfacing
- Ruth Poland - artwork copertina album[2]